# Mika Chunuonsee
Mika Chunuonsee (taj. มิก้า ชูนวลศรี, ur. 26 marca 1989 w Bridgend) – tajski piłkarz pochodzenia walijskiego grający na pozycji środkowego obrońcy. Od 2014 roku jest zawodnikiem klubu Bangkok United.

## Kariera piłkarska
Swoją karierę piłkarską Chunuonsee rozpoczynał w Walii w juniorach Cardiff City. W 2007 roku przeszedł do Bryntirion Athletic, w którym grał w Division One. W 2008 roku został zawodnikiem grającego w Premier League, Neath Athletic. W trakcie sezonu 2008/2009 odszedł do Afan Lido.
W 2009 roku Chunuonsee przeszedł do tajskiego Muangthong United. W 2009 roku wywalczył z nim mistrzostwo Tajlandii. W 2010 roku grał w Suvarnabhumi Customs,  a w 2011 - w BEC Tero Sasana. Z kolei w 2012 roku był zawodnikiem klubu Bangkok FC.
W 2013 roku Chunuonsee został zawodnikiem Suphanburi FC. Swój debiut w nim zanotował w 3 marca 2013 w zremisowanym 1:1 wyjazdowym meczu z Buriram United. W Suphanburi FC grał przez półtora roku.
W 2014 roku Chunuonsee przeszedł do Bangkoku United. Zadebiutował w nim 25 czerwca 2014 w wygranym 3:0 domowym meczu z Army United FC. W 2014 roku zdobył z nim Puchar Tajlandii. W sezonach 2016 i 2018 wywalczył wicemistrzostwo Tajlandii.
| Sezon   | Klub                 | Kraj      | Rozgrywki      | Mecze | Gole |
| ------- | -------------------- | --------- | -------------- | ----- | ---- |
| 2007/08 | Bryntirion Athletic  | Walia     | Division One   | 22    | 3    |
| 2008/09 | Neath Athletic       | Walia     | Premier League | 5     | 0    |
| 2008/09 | Afan Lido            | Walia     | Division One   | 8     | 1    |
| 2009    | Muangthong United    | Tajlandia | Premier League | 6     | 0    |
| 2010    | Suvarnabhumi Customs | Tajlandia | First Division | 23    | 2    |
| 2011    | BEC Tero Sasana      | Tajlandia | Premier League | 24    | 0    |
| 2012    | Bangkok FC           | Tajlandia | First Division | 29    | 1    |
| 2013    | Suphanburi FC        | Tajlandia | Premier League | 17    | 1    |
| 2014    | Suphanburi FC        | Tajlandia | Premier League | 12    | 0    |
| 2014    | Bangkok United       | Tajlandia | Premier League | 17    | 2    |
| 2015    | Bangkok United       | Tajlandia | Premier League | 29    | 1    |
| 2016    | Bangkok United       | Tajlandia | Premier League | 28    | 3    |
| 2017    | Bangkok United       | Tajlandia | Premier League | 24    | 2    |
| 2018    | Bangkok United       | Tajlandia | Premier League | 29    | 3    |

## Kariera reprezentacyjna
Chunuonsee ma na swoim koncie 3 rozegrane mecze w reprezentacji Walii U-17. W reprezentacji Tajlandii Chunuonsee zadebiutował 3 marca 2016 roku w zremisowanym 2:2 towarzyskim meczu z Syrią. W 2019 roku powołano go do kadry na Puchar Azji.